# Скоморохово (Торжокский район)
Скоморо́хово — деревня в Торжокском районе Тверской области. Относится к Высоковскому сельскому поселению. До 2006 года входило в состав Глуховского сельского округа
Находится в 32 км к югу от города Торжка, на правом берегу реки Тьма, через деревню проходит автодорога «Торжок—Высокое—Берново—Старица».
Население по переписи 2002 года — 74 человека, 34 мужчины, 40 женщин.

## История
В 1859 году в казённой деревне Скоморохово Старицкого уезда 32 двора, 230 жителей. В 1886 году — 60 дворов, 350 жителей; деревня входит в Дарскую волость и принадлежит к Глуховскому приходу. По переписи 1920 года в Скоморохово 527 жителей, она входит в Кунгановскую волость.
В 1940 году в деревне Скоморохово 110 дворов, она входит в Глуховский сельсовет Высоковского района Калининской области.
Во время Великой Отечественной войны деревня была оккупирована в октябре 1941 года, освобождена в декабре того же года. На фронтах (1941—1945) погибли 25 уроженцев деревни.
В 1997 году — 28 хозяйств, 65 жителей.